# トドス・サントス (バハ・カリフォルニア・スル州)
トドス・サントスまたはトド・サントス（Todos Santos）
は、メキシコのバハ・カリフォルニア・スル州にある町。ラパス基礎自治体に含まれる。太平洋に面した観光地で漁業や農業も盛んである。プエブロ・マヒコ選出。